# Nitrato reduttasi (citocromo)
La nitrato reduttasi (citocromo) è un enzima appartenente alla classe delle ossidoreduttasi, che catalizza la seguente reazione:
2 ferrocitocromo + 2H+ + nitrato ⇄ 2 ferricitocromo + nitrito